# Estación de Quintanapalla
Quintanapalla era una estación de ferrocarril situada en el municipio español de Quintanapalla, en la provincia de Burgos, comunidad autónoma de Castilla y León. En la actualidad las instalaciones se encuentran cerradas y no cuentan con servicios de viajeros que efectúan parada en la estación.

## Situación ferroviaria
Se encuentra en la línea ferroviaria Madrid-Hendaya, en su punto kilométrico 386, a 911 metros sobre el nivel del mar. Se sitúa entre las estaciones de Villafría y Barrios de Colina, ambas sin servicio de viajeros.